# ミドリホソオオトカゲ
ミドリホソオオトカゲ（緑細大蜥蜴、Varanus prasinus）は、爬虫綱有鱗目オオトカゲ科オオトカゲ属に分類されるトカゲ。別名エメラルドツリーモニター。

## 分布
インドネシア（ニューギニア島）、オーストラリア（トレス海峡諸島）、パプアニューギニア（ニューギニア島）

## 形態
全長70cm。和名通り体色は黄緑や深緑色で黒い網目模様が入るが、横帯状になる個体もいる。種小名prasinusは「草色の」の意。地域変異が大きく青味がかった個体群もある。
四肢は長く、指には鉤状になった爪がある。尾は長く、頭胴長の2倍以上を占める。尾の断面は丸い。尾は物に巻きつけることができ、四肢も含め樹上での生活に適している。
地域変異が大きく、本種の地域個体群から独立種となった種も多い。

## 生態
低地にある熱帯雨林に生息する。樹上棲で地上に降りることはあまりない。
食性は動物食で、昆虫類、節足動物、爬虫類、小型鳥類、小型哺乳類等を食べる。
繁殖形態は卵生で、樹上にあるシロアリの蟻塚等に卵を産む。

## 人間との関係
本種はペットとして飼育されることもあり、日本にも輸入されている。その体色から人気は高い。以前は高価で流通量も少なかったが、近年は野生個体や抱卵した個体が産んだ卵を孵化させて得た幼体が流通する。少ないながら繁殖個体も流通する。以前は飼育の難しい種とされたが、最近流通する個体は以前程は飼育は難しくないとされる。飼育にあたっては、高さのある大型のケージで飼育される。乾燥に弱く、脱皮不全を起こすこともある。そのため大きめの水容器を用意し水滴を点滴状に落としたりエアレーション（止水だと水だと認識せず飲まないため。また水が跳ねることで湿度を上げる効果もある。）、定期的な霧吹き（もしくは霧発生装置）、保湿効果の強い床材（ヤシガラ土）を用いる等の対策がされる。